# Ivor Wilks
Ivor G. Wilks né le 19 juillet 1928 et mort le 7 octobre 2014 est un africaniste et historien britannique.
Considéré comme l'un des fondateurs de l'historiographie africaine moderne , il est connu pour ses travaux  sur l'Empire Ashanti au Ghana et sur le mouvement ouvrier gallois au XIXe siècle qui font autorité dans ces deux domaines. Il a été nommé professeur émérite d'histoire de l'université  Northwestern d'Evanston dans l'Illinois.

## Travaux
Son livre de 1975, Asante in the 19th Century, est classique et un texte standard de l'érudition africaniste. Avec 178 articles publiés, il est considéré comme l'un des fondateurs de l'historiographie africaine moderne.